# Prosaauflösung
In der Germanistik und Mediävistik versteht man unter einer Prosaauflösung die Umarbeitung von in Versen geschriebenen Texten in Prosa.
So wurden zum Beispiel im Spätmittelalter ältere Versromane wie etwa der „Trojanerkrieg“ des Konrad von Würzburg († 1287) auf diese Weise bearbeitet. Es entstanden aus dem „Trojanerkrieg“ das „Elsässische Trojabuch“ („Buch von Troja I“) eines anonymen Verfassers (vor 1386) sowie das ebenfalls anonym überlieferte „Buch von Troja II“ aus der Mitte des 15. Jahrhunderts. Weitere Prosaauflösungen betrafen das Epos von „Herzog Ernst“ (15. Jahrhundert), Konrad Flecks „Flore und Blanscheflur“, das zum „Buch vom heiligen Karl“ umgearbeitet wurde, schließlich die Georgs-Legende Reinbots von Durne (um 1240), die zum (Prosa-) „Buch vom heiligen Georg“ wurde.